# Igreja de Nossa Senhora das Dores (Póvoa de Varzim)

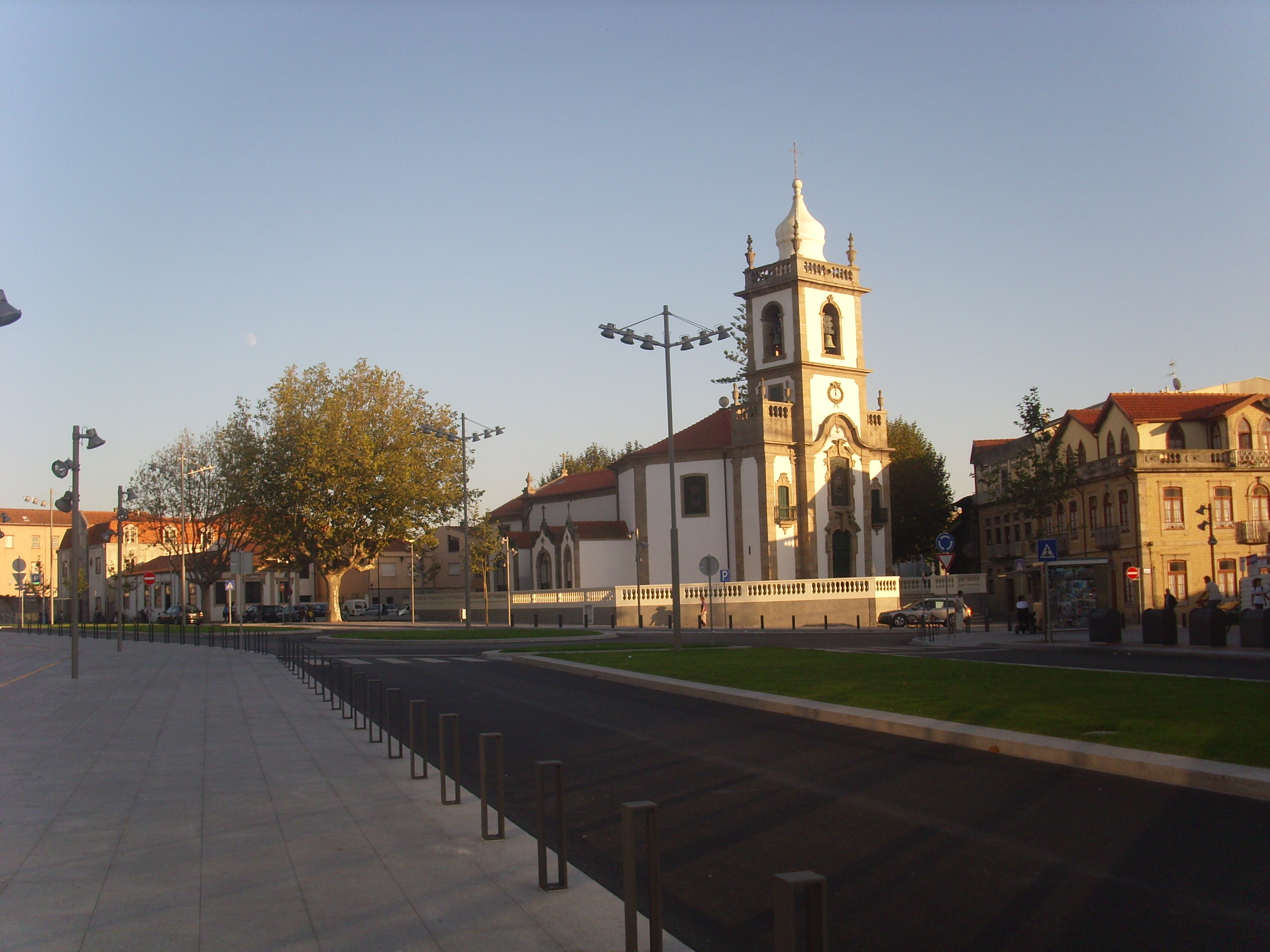
A Igreja vista do Largo das Dores.

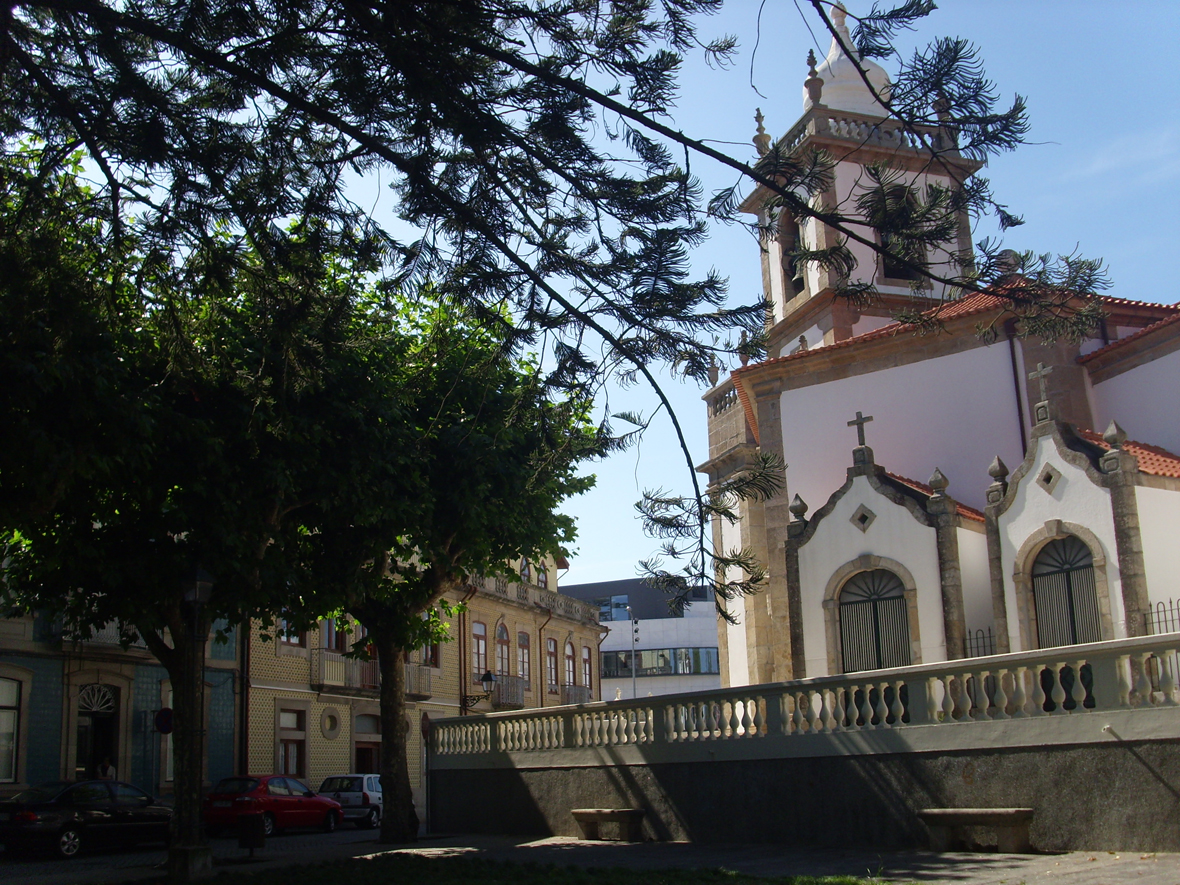
A Igreja e capelas vistas da rua Senhor do Monte.

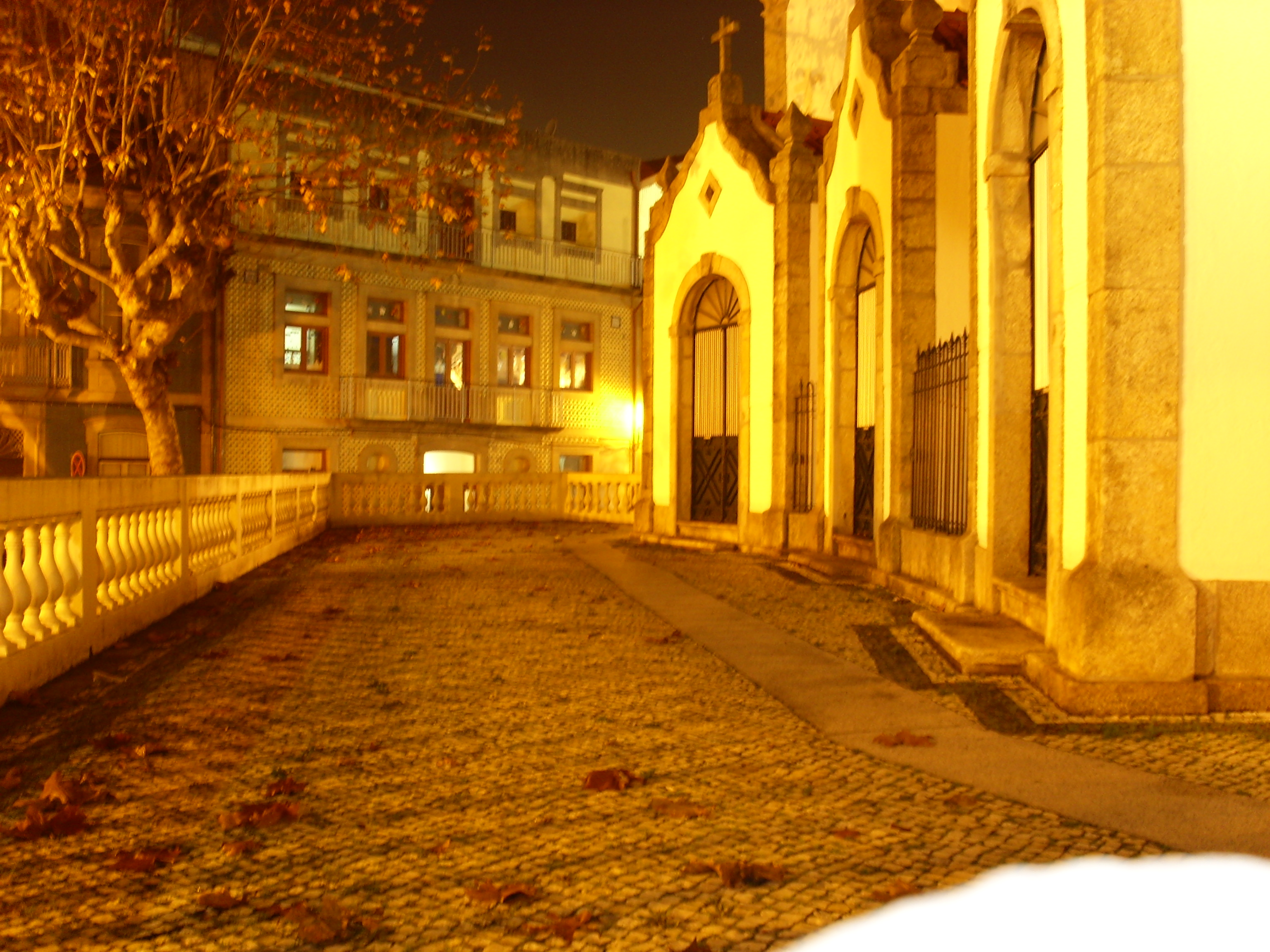
Três das seis capelas da Igreja da Senhora das Dores.

A Igreja da Senhora das Dores é um templo cristão localizado na Póvoa de Varzim, na atual freguesia de Póvoa de Varzim, Beiriz e Argivai.
Teve a sua origem no século XVIII no local onde era adorado o Senhor do Monte; possui seis capelas com esculturas que representam as dores da Nossa Senhora, estando a sétima figurada no altar-mor.
Está classificada como Imóvel de Interesse Público desde 1974.

## História
A Igreja da Senhora das Dores encontra-se num local ligeiramente elevado onde era venerado anteriormente o Senhor do Monte numa antiga ermida. A alteração de evocação ocorreu a partir de 24 de Julho de 1768, quando o arcebispo concede autorização para a colocação da imagem da Senhora das Dores na ermida a um grupo de estudantes de Gramática Latina, ajudados por alguns moradores. A partir daí deu-se o início de uma campanha que visava remodelar a antiga ermida, passando a denominar-se Capela da Virgem Santíssima Senhora das Dores. A capela era muito concorrida e tem irmandade com estatutos aprovados em 1769.
Numa descrição de 1868 é dito que "A ornamentação e pinturas d'esta capela estavam em harmonia com o plano adoptado por toda a fabrica. Foi dotada com orgão. Tem uma elegante e agigantada torre, que se avista a grande distancia no mar, e que serve no dizer do auctor das Memorias, de «baliza aos mareantes quando querem aportar na praia do seu desembarque»."
No dia 8 de Junho de 1784, regista-se uma curiosa procissão em que a imagem da Senhora das Dores é conduzida a Nosso Senhor Jesus Cristo Crucificado da Misericórdia, a fim de, por intercepção da Senhora das Dores, esta faça cair a chuva para as terras serem produtivas.
Na primeira metade do século XX, esta capelania teve a assistência religiosa do Pe. José Cascão, que fez dela um activo centro mariano.